# Stutthof koncentrationslejr
Stutthof koncentrationslejr (eller KZ Stutthof - polsk KZ Sztutowo) var den første koncentrationslejr, som det tyske nazistyre opførte uden for Tyskland, ved landsbyen Sztutowo (tysk: Stutthof) 34 kilometer fra Gdańsk (tysk: Danzig).
Stutthof koncentrationslejr var i drift fra 2. september 1939 til 9. maj 1945. 150 danskere blev deporteret til Stutthof i oktober 1943. 

## Lejren
I november 1941 blev den forvandlet fra en civil interneringslejr til en arbejdslejr administreret af SS; først i januar 1942 som en regulær koncentrationslejr. Den oprindelige lejr (kaldt "den gamle lejr") var omgivet af pigtråd. I 1943 blev lejren udvidet og en ny lejr rejst ved siden af, omgivet af et elektrisk pigtrådshegn. Lejrpersonalet bestod af SS-vogtere og, efter 1943 af ukrainske frivillige. Gasning med Zyklon B-gas begyndte i juni 1944. Lejrlægerne tog livet af syge og sårede fanger i skadestuen med dødelige injektioner. Mere end 60.000 mennesker døde i lejren. 
KZ Stutthof var den sidste koncentrationslejr, som blev befriet. Først 9. maj 1945 blev den befriet af sovjetiske soldater. På det tidspunkt var der 100 fanger tilbage, som det var var lykkedes at gemme sig i lejren før den sidste evakuering. 25. januar 1945 var cirka 20.000 fanger (hvoraf 115 danske) blevet evakueret til fods - "dødsmarchen fra Stutthof". Dødsmarchen gik vestpå, og den 3. februar nåede den til underlejren Nawitz (ved byen Nawcz), hvor den blev til 9. marts. Næste dag fortsatte marchen til Świetlino, hvorefter fangevogterne flygtede. Fangerne fortsatte selv videre til Toruń, hvorfra de blev transporteret hjem efter krigsafslutningen. Af de danske fanger, som deltog i dødsmarchen, overlevede 85, se Horserød-Stutthof Foreningen. Een af de overlevende var det kommunistiske folketingsmedlem Martin Nielsen, der efter sin befrielse og hjemkomst til Danmark beskrev koncentrationslejropholdet i bogen "Rapport fra Stutthof".
De fleste i lejren var sovjetiske krigsfanger, samt en del polakker og en blanding af soldater og jøder. Forholdene var frygtelige. Omkring 16.000 døde af tyfus i løbet af seks uger. Da Den Røde Armé nærmede sig, fik fangerne ordre om at fjerne alle spor. Krematoriet blev sprængt i luften, og ti boligbarakker for jøder blev brændt ned. Wehrmacht deltog i henrettelser af fanger fra sovjethæren, samt af sovjetiske civile. 
I slutningen af april 1945 blev de tilbageblevne fanger evakueret til søs, da lejren var helt omgivet af sovjetiske styrker. Hundredvis af fanger blev tvunget ud i vandet og skudt, og mere end 4.000 sendt i små både til Tyskland; nogle til Neuengamme-lejren, andre til lejre i Baltikum. Mange druknede undervejs. Kort tid inden det tyske nederlag blev nogle fanger overført til Malmø og sat fri. Mere end 25.000 fanger (dvs. en af to) regnes omkommet under evakueringen fra Stutthof og dens underlejre. 

## Rettergangen
Efter 2. verdenskrig blev vagter og kapoer stillet for retten i Polen. Ved den første rettergang af fire blev 11 dømt til døden: lejrkommandanten Johann Pauls, fem mandlige vogtere og fem kvindelige. De blev henrettet ved hængning på en bakke i Gdańsk kendt som Biskupia Gorka (Biskopbakken) 4. juli 1946 foran en folkemasse på flere tusinde.  En af de henrettede, Jenny-Wanda Barkmann, var omkring 24 år og anklagedes for at flirte med sine vogtere. Ved domfældelsen sagde hun: "Livet er en fornøjelse, og fornøjelser varer sjældent længe." 

## Museum
Koncentrationslejren er i dag indrettet som et museum (Muzeum Stutthof), der dokumenterer nogle af de overgreb, der forekom i Nazi-Tyskland i tilknytning til 2. verdenskrig. 